# Xanadu (Citizen Kane)
Xanadu est le nom d'un domaine foncier de fiction, propriété de Charles Foster Kane, personnage-titre du film Citizen Kane (1941) d'Orson Welles.

## Présentation
Le domaine, situé dans l'État américain de Floride dans l'œuvre de fiction, tire son nom de la véritable ville mongole antique Xanadu, connue pour sa magnificence. Si Hearst Castle à San Simeon (Californie) est la source d'inspiration évidente de Xanadu en raison de la comparaison Hearst/Kane qui est la raison du film, Orson Welles semble avoir pris pour modèle architectural le château fictif de Manderley du film Rebecca (1940) d'Alfred Hitchcock.